# Satyrium carsonii
Satyrium carsonii là một loài thực vật có hoa trong họ Lan. Loài này được Rolfe miêu tả khoa học đầu tiên năm 1898.